# San Marino op het Eurovisiesongfestival 2015

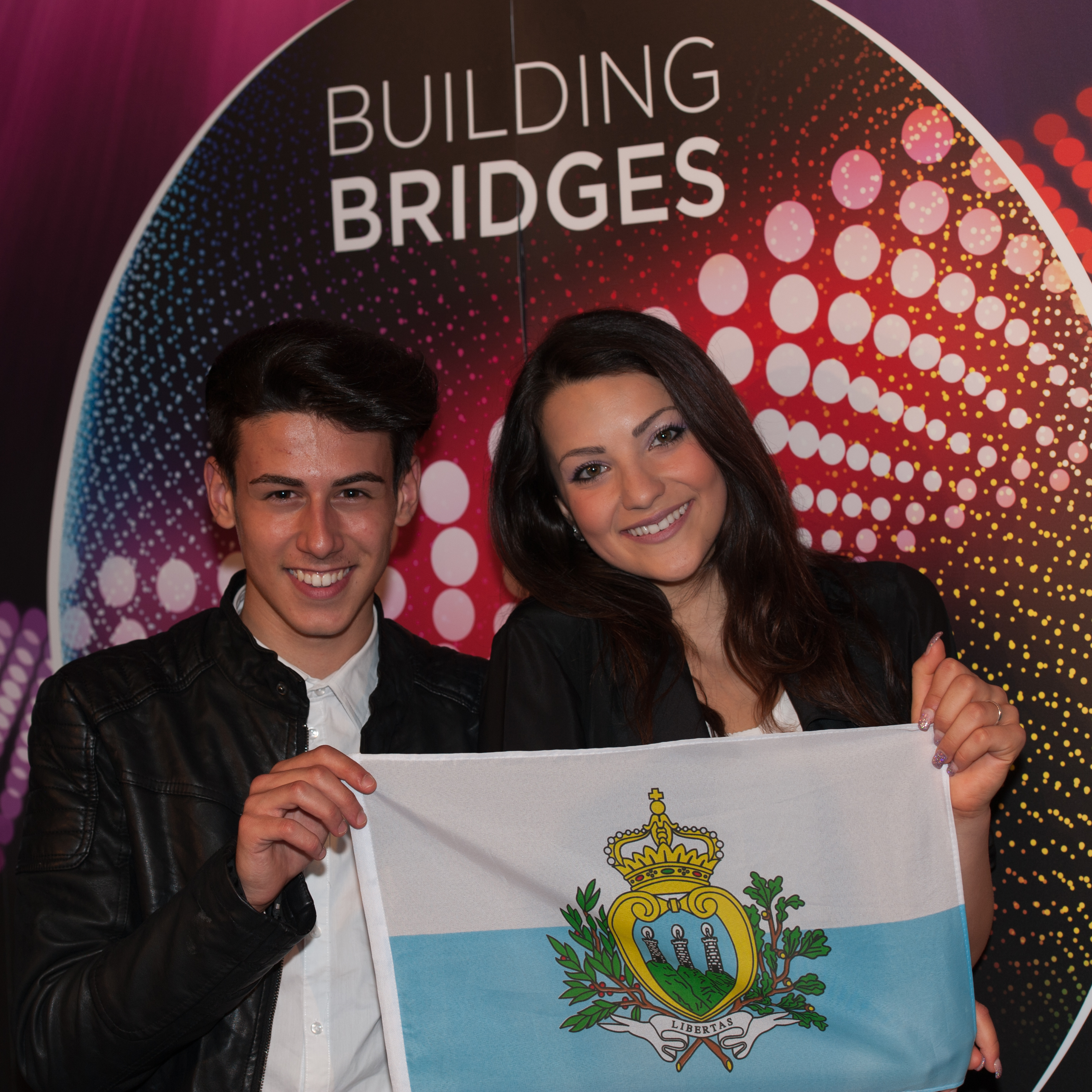
Michele Perniola en Anita Simoncini

San Marino nam deel aan het Eurovisiesongfestival 2015 in Wenen, Oostenrijk. Het was de zesde deelname van het land op het Eurovisiesongfestival. SMRTV was verantwoordelijk voor de San Marinese bijdrage voor de editie van 2015.

## Selectieprocedure
Nadat Valentina Monetta in 2014 de eerste finaleplaats kon bemachtigen voor San Marino, besloot ze zich niet kandidaat te stellen voor een vierde opeenvolgende deelname. De San Marinese openbare omroep gaf te kennen via een interne selectie een nieuwe act samen te zullen stellen. Op 27 november 2014 werd bekendgemaakt dat de keuze was gevallen op het duo Michele Perniola & Anita Simoncini. De Italiaan Michele was in 2013 de eerste kandidaat die San Marino vertegenwoordigde op het Junior Eurovisiesongfestival. De in San Marino geboren en getogen Anita vertegenwoordigde haar vaderland op het Junior Eurovisiesongfestival 2014 als onderdeel van The Peppermints. Zij zou zestien worden in april 2015, de minimumleeftijd voor deelname aan het Eurovisiesongfestival. Anita werd aldus de allereerste artiest die achtereenvolgens aan het Junior en het volwassen Eurovisiesongfestival heeft deelgenomen. Bovendien vormden Michele (die in september 2014 zestien werd) en Simoncini het jongste duo ooit op het Eurovisiesongfestival.

## In Wenen
San Marino trad in Wenen in de tweede halve finale op dinsdag 19 mei aan. Michele Perniola & Anita Simoncini traden als derde van de zeventien landen aan, na Molly Sterling uit Ierland en voor Knez uit Montenegro. San Marino eindigde als zestiende met 11 punten, waarmee het uitgeschakeld werd.
2008 · 2009-2010 · 2011 · 2012 · 2013 · 2014 · 2015 · 2016 · 2017 · 2018 · 2019 · 2020 · 2021 · 2022 · 2023 · 2024 · 2025
Albanië · Armenië · Australië · Azerbeidzjan · België · Cyprus · Denemarken · Duitsland · Estland · Finland · Frankrijk · Georgië · Griekenland · Hongarije · Ierland · IJsland · Israël · Italië · Letland · Litouwen · Macedonië · Malta · Moldavië · Montenegro · Nederland · Noorwegen · Oostenrijk · Polen · Portugal · Roemenië · Rusland · San Marino · Servië · Slovenië · Spanje · Tsjechië · Verenigd Koninkrijk · Wit-Rusland · Zweden · Zwitserland